# Unguarded (Amy Grant)
Unguarded è il sesto album in studio della cantante statunitense Amy Grant, pubblicato nel 1985.

## Tracce
1. Love of Another Kind – 3:22 (Amy Grant, Gary Chapman, Wayne Kirkpatrick, Rich Mullins)
2. Find a Way – 3:28 (Grant, Michael W. Smith)
3. Everywhere I Go – 4:12 (Mary Lee Kortes)
4. I Love You – 4:25 (Grant, Dann Huff, Smith)
5. Stepping In Your Shoes – 4:37 (Grant, Chris Eaton)
6. Fight – 4:42 (Grant, Chapman, Huff)
7. Wise Up – 3:51 (Kirkpatrick, Billy Simon)
8. Who to Listen to – 4:22 (Chapman, Tim Marsh, Mark Wright)
9. Sharayah – 4:53 (Grant, Eaton)
10. The Prodigal (I'll Be Waiting) – 5:10 (Grant, Chapman, Robbie Buchanan)